# فهرست مربیان برنده جام حذفی فوتبال ایران
فهرست مربیان برنده جام حذفی فوتبال ایران، فهرستی از سرمربیان قهرمان جام حذفی فوتبال ایران می‌باشد.

## بر پایهٔ سال

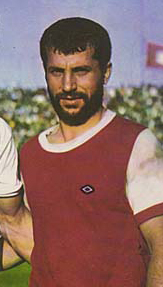
علی پروین مربی برنده در سال‌های ۱۳۶۶،۱۳۷۱ و ۱۳۷۸.

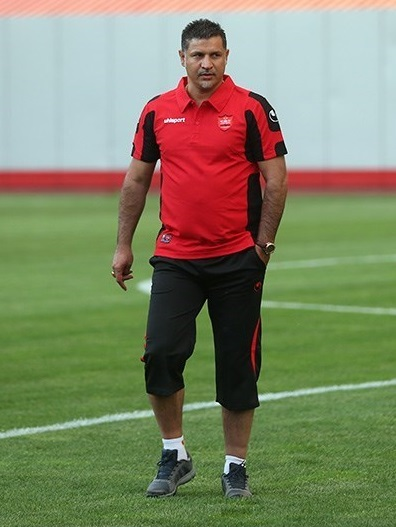
علی دایی مربی برنده در سال‌های ۱۳۹۰،۱۳۸۹ و ۱۳۹۶.

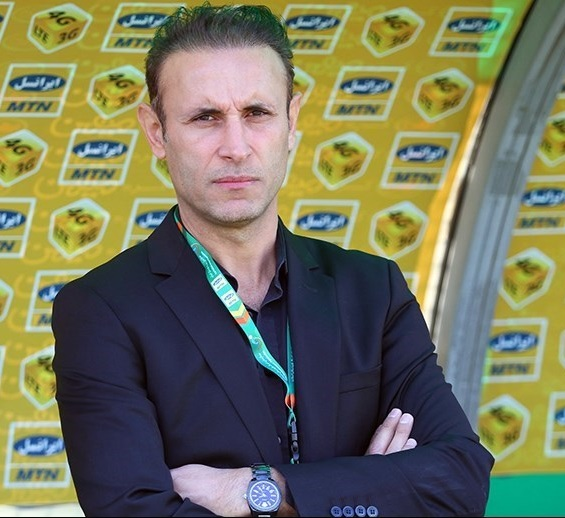
یحیی گل‌محمدی مربی برنده در سال‌های ۱۳۹۴ ، ۱۳۹۵ و ۱۴۰۲.

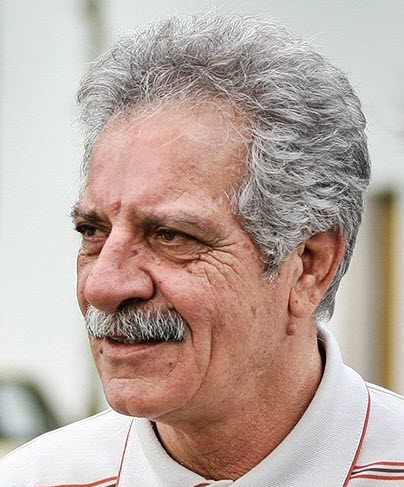
منصور پورحیدری مربی برنده در سال‌های ۱۳۷۵ و ۱۳۷۹.

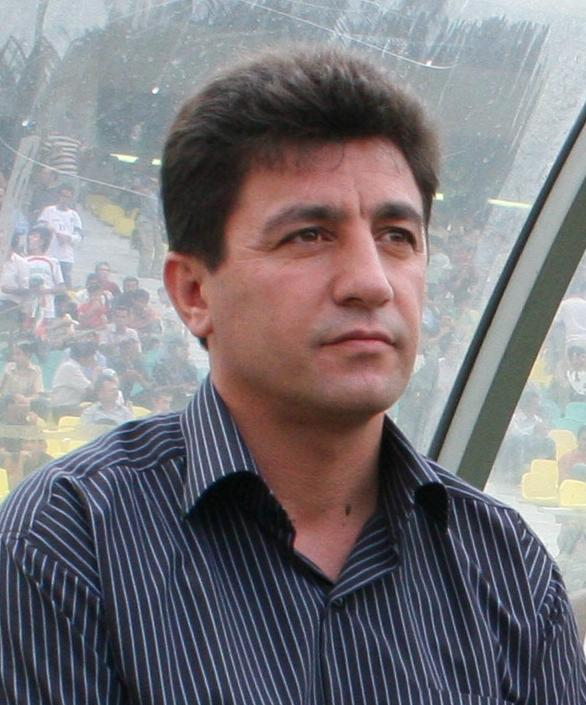
امیر قلعه‌نویی مربی برنده در سال‌های ۱۳۸۱ و ۱۳۸۷.

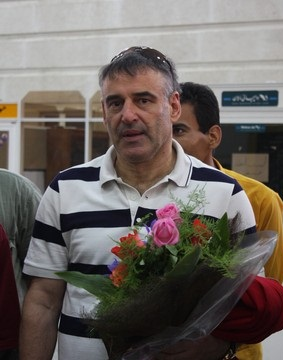
لوکا بوناچیچ مربی برنده در سال‌های ۱۳۸۵ و ۱۳۸۶.

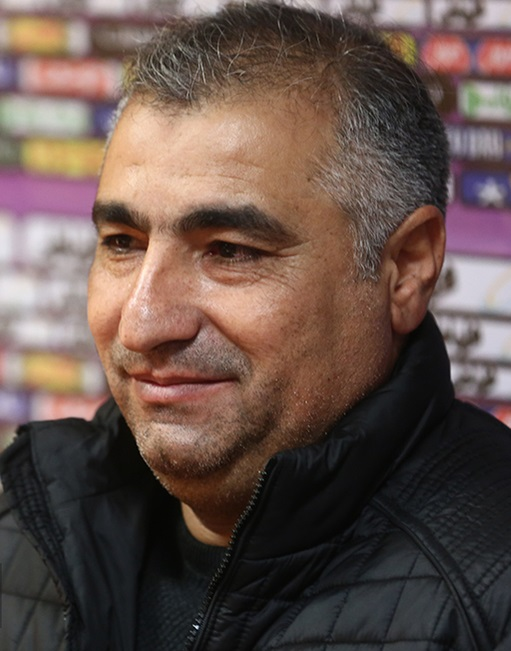
ساکت الهامی مربی برنده در سال‌های ۱۳۹٩ و ١۴٠١.

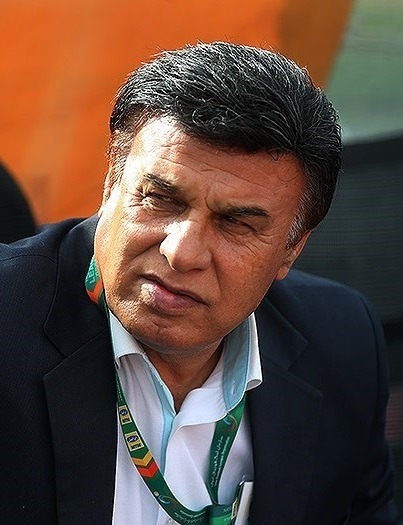
پرویز مظلومی مربی برنده در سال ۱۳۹۱.

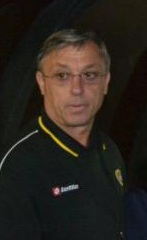
زلاتکو کرانچار مربی برنده در سال ۱۳۹۲.

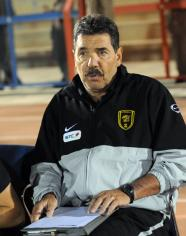
تونی اولیویرا مربی در سال ۱۳۹۳.

| فصل     | ملیت                             | سرمربیان قهرمان    | باشگاه           |
| ------- | -------------------------------- | ------------------ | ---------------- |
| ۱۳۵۵    | ایران                            | بهمن صالح‌نیا       | ملوان بندر انزلی |
| ۵۷–۱۳۵۶ | جمهوری فدرال سوسیالیستی یوگسلاوی | ولادمیر جکیچ       | استقلال تهران    |
| ۱۳۶۵    | ایران                            | بهمن صالح‌نیا       | ملوان بندر انزلی |
| ۱۳۶۶    | ایران                            | علی پروین          | پرسپولیس         |
| ۶۸–۱۳۶۷ | ایران                            | مجید باقری‌نیا      | شاهین اهواز      |
| ۱۳۶۹    | ایران                            | بهمن صالح‌نیا       | ملوان بندر انزلی |
| ۷۱–۱۳۷۰ | ایران                            | علی پروین          | پرسپولیس         |
| ۱۳۷۲    | ایران                            | بیژن ذوالفقارنسب   | سایپا            |
| ۱۳۷۳    | ایران                            | فیروز کریمی        | بهمن کرج         |
| ۷۵–۱۳۷۴ | ایران                            | منصور پورحیدری     | استقلال تهران    |
| ۷۶–۱۳۷۵ | بوسنی و هرزگوین                  | ابراهیم بیوگرادلیچ | برق شیراز        |
| ۷۸–۱۳۷۷ | ایران                            | علی پروین          | پرسپولیس         |
| ۷۹–۱۳۷۸ | ایران                            | منصور پورحیدری     | استقلال تهران    |
| ۸۰–۱۳۷۹ | ایران                            | غلامحسین پیروانی   | فجر سپاسی شیراز  |
| ۸۱–۱۳۸۰ | ایران                            | امیر قلعه‌نویی      | استقلال تهران    |
| ۸۲–۱۳۸۱ | ایران                            | رسول کربکندی       | ذوب‌آهن اصفهان    |
| ۸۳–۱۳۸۲ | ایران                            | فرهاد کاظمی        | سپاهان اصفهان    |
| ۸۴–۱۳۸۳ | ایران                            | مجید جلالی         | صبای قم          |
| ۸۵–۱۳۸۴ | کرواسی                           | لوکا بوناچیچ       | سپاهان اصفهان    |
| ۸۶–۱۳۸۵ | کرواسی                           | لوکا بوناچیچ       | سپاهان اصفهان    |
| ۸۷–۱۳۸۶ | ایران                            | امیر قلعه‌نویی      | استقلال تهران    |
| ۸۸–۱۳۸۷ | ایران                            | منصور ابراهیم‌زاده  | ذوب‌آهن اصفهان    |
| ۸۹–۱۳۸۸ | ایران                            | علی دایی           | پرسپولیس         |
| ۹۰–۱۳۸۹ | ایران                            | علی دایی           | پرسپولیس         |
| ۹۱–۱۳۹۰ | ایران                            | پرویز مظلومی       | استقلال تهران    |
| ۹۲–۱۳۹۱ | کرواسی                           | زلاتکو کرانچار     | سپاهان اصفهان    |
| ۹۳–۱۳۹۲ | پرتغال                           | تونی اولیویرا      | تراکتور          |
| ۹۴–۱۳۹۳ | ایران                            | یحیی گل‌محمدی       | ذوب‌آهن اصفهان    |
| ۹۵–۱۳۹۴ | ایران                            | یحیی گل‌محمدی       | ذوب‌آهن اصفهان    |
| ۹۶–۱۳۹۵ | ایران                            | علی دایی           | نفت تهران        |
| ۹۷–۱۳۹۶ | آلمان                            | وینفرید شفر        | استقلال تهران    |
| ۹۸–۱۳۹۷ | کرواسی                           | برانکو ایوانکوویچ  | پرسپولیس         |
| ۹۹–۱۳۹۸ | ایران                            | ساکت الهامی        | تراکتور          |
| ۰۰–۱۳۹۹ | ایران                            | جواد نکونام        | فولاد خوزستان    |
| ۰۱–۱۴۰۰ | ایران                            | ساکت الهامی        | نساجی مازندران   |
| ۰۲–۱۴۰۱ | ایران                            | یحیی گل‌محمدی       | پرسپولیس تهران   |
| ۰۳–۱۴۰۲ | پرتغال                           | ژوزه مورایس        | سپاهان اصفهان    |
| ۰۴–۱۴۰۳ | ایران                            | مجتبی جباری        | استقلال تهران    |

## عملکرد سرمربیان در فینال‌ها
| رتبه | ملیت                             | سرمربی                          | قهرمانی | نایب قهرمانی | سال‌های قهرمانی            | سال‌های نایب قهرمانی       | باشگاه‌ها                                   |
| ---- | -------------------------------- | ------------------------------- | ------- | ------------ | ------------------------- | ------------------------- | ------------------------------------------ |
| ۱    | ایران                            | بهمن صالح‌نیا                    | ۳       | ۳            | ۱۳۵۵، ۱۳۶۵، ۱۳۶۹          | ۱۳۶۶، ۶۸–۱۳۶۷، ۷۱–۱۳۷۰    | ملوان بندر انزلی                           |
| ۲    | ایران                            | یحیی گل‌محمدی                    | ۳       | ۱            | ۹۴–۱۳۹۳، ۹۵–۱۳۹۴، ۰۲–۱۴۰۱ | ۹۲–۱۳۹۱                   | پرسپولیس، ذوب‌آهن اصفهان                    |
| ۳    | ایران                            | علی پروین                       | ۳       | ۰            | ۱۳۶۶، ۷۱–۱۳۷۰، ۷۸–۱۳۷۷    |                           | پرسپولیس                                   |
| ۳    | ایران                            | علی دایی                        | ۳       | ۰            | ۸۹–۱۳۸۸، ۹۰–۱۳۸۹، ۹۶–۱۳۹۵ |                           | پرسپولیس، نفت تهران                        |
| ۴    | ایران                            | امیر قلعه‌نویی                   | ۲       | ۲            | ۸۱–۱۳۸۰، ۸۷–۱۳۸۶          | ۸۳–۱۳۸۲، ۹۶–۱۳۹۵          | استقلال تهران، تراکتور                     |
| ۵    | ایران                            | منصور پورحیدری                  | ۲       | ۱            | ۷۵–۱۳۷۴، ۷۹–۱۳۷۸          | ۱۳۶۹                      | استقلال تهران                              |
| ۵    | کرواسی                           | لوکا بوناچیچ                    | ۲       | ۱            | ۸۵–۱۳۸۴، ۸۶–۱۳۸۵          | ۹۳–۱۳۹۲                   | سپاهان اصفهان، مس کرمان                    |
| ۶    | ایران                            | ساکت الهامی                     | ٢       | ۰            | ۹۹–۱۳۹۸، ۰۱–۱۴۰۰          |                           | تراکتور، نساجی مازندران                    |
| ۷    | ایران                            | غلامحسین پیروانی                | ۱       | ۲            | ۸۰–۱۳۷۹                   | ۸۱–۱۳۸۰، ۸۲–۱۳۸۱          | فجر سپاسی شیراز                            |
| ۷    | ایران                            | فرهاد کاظمی                     | ۱       | ۳            | ۸۳–۱۳۸۲                   | ۷۶–۱۳۷۵، ۷۹–۱۳۷۸، ۸۹–۱۳۸۸ | بهمن کرج، سپاهان اصفهان، گسترش فولاد تبریز |
| ۸    | ایران                            | پرویز مظلومی                    | ۱       | ۱            | ۹۱–۱۳۹۰                   | ۹۵–۱۳۹۴                   | استقلال تهران                              |
| ۹    | جمهوری فدرال سوسیالیستی یوگسلاوی | ولادمیر جکیچ                    | ۱       | ۰            | ۵۷–۱۳۵۶                   |                           | استقلال تهران                              |
| ۹    | ایران                            | مجید باقری‌نیا                   | ۱       | ۰            | ۶۸–۱۳۶۷                   |                           | شاهین اهواز                                |
| ۹    | ایران                            | بیژن ذوالفقارنسب                | ۱       | ۰            | ۱۳۷۲                      |                           | سایپا                                      |
| ۹    | ایران                            | فیروز کریمی                     | ۱       | ۰            | ۱۳۷۳                      |                           | بهمن کرج                                   |
| ۹    | بوسنی و هرزگوین                  | ابراهیم بیوگرادلیچ              | ۱       | ۰            | ۷۶–۱۳۷۵                   |                           | برق شیراز                                  |
| ۹    | ایران                            | رسول کربکندی                    | ۱       | ۰            | ۸۲–۱۳۸۱                   |                           | ذوب‌آهن اصفهان                              |
| ۹    | ایران                            | مجید جلالی                      | ۱       | ۰            | ۸۴–۱۳۸۳                   |                           | صبای قم                                    |
| ۹    | ایران                            | منصور ابراهیم‌زاده               | ۱       | ۰            | ۸۸–۱۳۸۷                   |                           | ذوب‌آهن اصفهان                              |
| ۹    | کرواسی                           | زلاتکو کرانچار                  | ۱       | ۰            | ۹۲–۱۳۹۱                   |                           | سپاهان اصفهان                              |
| ۹    | پرتغال                           | آنتونیو ژوزه کونسیسائو اولیویرا | ۱       | ۰            | ۹۳–۱۳۹۲                   |                           | تراکتور                                    |
| ۹    | آلمان                            | وینفرد شفر                      | ۱       | ۰            | ۹۷–۱۳۹۶                   |                           | استقلال تهران                              |
| ۹    | کرواسی                           | برانکو ایوانکوویچ               | ۱       | ۰            | ۹۸–۱۳۹۷                   |                           | پرسپولیس                                   |
| ۹    | ایران                            | جواد نکونام                     | ۱       | ۰            | ۱۴۰۰–۱۳۹۹                 |                           | فولاد خوزستان                              |
| ۹    | پرتغال                           | ژوزه مورایس                     | ۱       | ۰            | ۰۳–۱۴۰۲                   |                           | سپاهان                                     |
| ۹    | ایران                            | مجتبی جباری                     | ۱       | ۰            | ۰۴–۱۴۰۳                   |                           | استقلال تهران                              |
| ۱۰   | ایران                            | محمد بیاتی                      | ۰       | ۱            |                           | ۱۳۵۵                      | تراکتور                                    |
| ۱۰   | ایران                            | احمد خداداد                     | ۰       | ۱            |                           | ۵۷–۱۳۵۶                   | هما                                        |
| ۱۰   | ایران                            | احمد جاودانه                    | ۰       | ۱            |                           | ۱۳۶۵                      | خیبر خرم‌آباد                               |
| ۱۰   | برزیل                            | لولا گایو                       | ۰       | ۱            |                           | ۱۳۷۲                      | جنوب اهواز                                 |
| ۱۰   | رومانی                           | واسیلی گوجا                     | ۰       | ۱            |                           | ۱۳۷۳                      | تراکتور                                    |
| ۱۰   | ایران                            | محمود یاوری                     | ۰       | ۱            |                           | ۷۵–۱۳۷۴                   | برق شیراز                                  |
| ۱۰   | روسیه                            | یوگنی سکوموروخوف                | ۰       | ۱            |                           | ۷۸–۱۳۷۷                   | استقلال تهران                              |
| ۱۰   | ایران                            | بهرام عاطف                      | ۰       | ۱            |                           | ۸۰–۱۳۷۹                   | ذوب‌آهن اصفهان                              |
| ۱۰   | ایران                            | اکبر میثاقیان                   | ۰       | ۱            |                           | ۸۴–۱۳۸۳                   | ابومسلم خراسان                             |
| ۱۰   | ترکیه                            | مصطفی دنیزلی                    | ۰       | ۱            |                           | ۸۵–۱۳۸۴                   | پرسپولیس                                   |
| ۱۰   | ایران                            | محمدحسین ضیایی                  | ۰       | ۱            |                           | ۸۶–۱۳۸۵                   | صبای قم                                    |
| ۱۰   | ایران                            | نادر دست‌نشان                    | ۰       | ۱            |                           | ۸۷–۱۳۸۶                   | پگاه گیلان                                 |
| ۱۰   | ایران                            | مهدی تارتار                     | ۰       | ۱            |                           | ۸۸–۱۳۸۷                   | راه‌آهن                                     |
| ۱۰   | ایران                            | فرهاد پورغلامی                  | ۰       | ۱            |                           | ۹۰–۱۳۸۹                   | ملوان بندر انزلی                           |
| ۱۰   | ایران                            | حمید درخشان                     | ۰       | ۱            |                           | ۹۱–۱۳۹۰                   | شاهین بوشهر                                |
| ۱۰   | ایران                            | علیرضا منصوریان                 | ۰       | ۱            |                           | ۹۴–۱۳۹۳                   | نفت تهران                                  |
| ۱۰   | ایران                            | فرهاد مجیدی                     | ۰       | ۲            |                           | ۱۳۹۹–۱۳۹۸، ۱۴۰۰–۱۳۹۹      | استقلال تهران                              |
| ۱۰   | کرواسی                           | دراگان اسکوچیچ                  | ۰       | ۱            |                           | ۹۷–۱۳۹۶                   | خونه به خونه                               |
| ۱۰   | ایران                            | سیامک فراهانی                   | ۰       | ۱            |                           | ۹۸–۱۳۹۷                   | داماش                                      |
| ۱۰   | ایران                            | سید مهدی رحمتی                  | ۰       | ۱            |                           | ۰۱–۱۴۰۰                   | آلومینیوم اراک                             |
| ۱۰   | پرتغال                           | ریکاردو ساپینتو                 | ۰       | ۱            |                           | ۰۲–۱۴۰۱                   | استقلال تهران                              |
| ۱۰   | ایران                            | محرم نویدکیا                    | ۰       | ۱            |                           | ۰۳–۱۴۰۲                   | مس رفسنجان                                 |
| ۱۰   | ایران                            | مازیار زارع                     | ۰       | ۱            |                           | ۰۴–۱۴۰۳                   | ملوان بندرانزلی                            |